# Nick Raskulinecz
Nick Raskulinecz (nascido em Knoxville, Tennessee) é um produtor musical estadunidense vencedor do Grammy. Ele reside em Los Angeles, Califórnia.